# Goa’uld
A goa’uld egy kitalált parazita faj a Csillagkapu című sci-fi filmsorozat univerzumában. Kígyókhoz hasonlóan néznek ki, de normális esetben olyan nagyobb állatok agyába furakodva élnek, melyeket irányítani képesek. Az embereket különösen megfelelőnek tartják a gazdatest szerepre.
A legtöbb goa’uld istenként tünteti fel magát, hogy irányíthassa rabszolgaseregeit, és ördöginek, egocentrikusnak, megalomániásnak tartják azok, akik nem imádják őket. A „goa’uld” szó „istent” jelent a goa’uld nyelvben. Magasabb társadalmi rétegük a rendszerurak laza szövetségét alkotja. A fajnak létezik egy lázadó ága is, a tok’ra, ami visszautasítja a goa’uldok isten/rabszolga mintáját, és inkább önkéntes gazdatestekkel egyesül. Az egyszerű goa’uldot néha szimbiótaként is kezelik, főleg akkor, ha a parazita és a gazdatest között szabad, jóindulatú és együttműködő kapcsolat van, úgy mint a tok’ráknál.
A goa’uld faj volt a CSK-1 főellensége a sorozat legnagyobb részében, szerepüket a 9. évadtól az Ori vette át, miután a Rendszerurak elbuktak.

## Eredetük
Eredeti otthonukban (csak a CSKP P3X-888 jelzése és címe alapján ismerjük ()) a goa’uldok életüket egészen gyámoltalan vízilárvákként kezdik, goa’uld királynők tömegesen rakják le őket. Azok maradnak életben, melyek képesek uszonyt növeszteni. Ennek segítségével erősen ki tudják magukat lökni a vízből, majd ha sikerrel járnak, belefúrnak a megfelelő áldozat nyakába. Az unasok is ezen a világon élnek, őket használták leggyakrabban gazdatestnek. Ahelyett, hogy a saját otthonukban, a P3X-888-on fejlődtek volna, a goa’uldok elhagyták a bolygót a gazdatestek segítségével a csillagkapun át. Ezután beszivárogtak és legyőztek más idegen fajokat, míg az egész Tejútrendszert meghódították. Fajuk már a kihalás szélén volt, mikor a legfőbb rendszerúr, Ré felfedezte a Földön élő ősi embereket; sokkal megfelelőbb gazdatestnek bizonyultak a goa’uldok számára, mivel az emberi test könnyebben gyógyítható, és a kezek és hangok sokkal nagyobb lehetőséget adnak a kifejezésre és a technológia használatára. Az unasok gazdatestként való használata ezután fokozatosan megszűnt.
Miután egy goa’uld belemegy egy gazdatestbe, nem könnyű egy másikra váltania; elveszti uszonyait és teste jelentősen elsorvad. Az űrutazó goa’uldok másfajta életciklust fejlesztettek ki, mint azok akik a vadonban éltek; az emberek egy csoportját jaffává változtatták, hogy lárváik számára inkubátorként működjenek. Ez egyrészt mindkettőjüket erős harcos szolgákká változtatta, másrészt megnövelte a goa’uld érettség esetén emberbe való beépülésének sikerességét; goa’uld lárváknak, melyek a „vadonban nőttek fel”, csak ötven százalék esélyük volt, hogy képesek bevenni a gazdatestet, míg a jaffa által felnevelt lárváknak mindig sikerül. Mindazonáltal, a goa’uld nem egy nagyszámú faj. Selmak azt állította, hogy „nagyjából tucatnyi rendszerúr és néhány ezer felnőtt goa’uld van”.
A goa’uldok politikai dominanciájának kora a galaxis felett nem sokkal azután kezdődött, hogy Ré felfedezte az emberi gazdatesteket, valamikor időszámításunk előtt a nyolcadik évezredben, és a replikátorok 2005-ös inváziójáig tartott.

## Jellemvonások
A legtöbb goa’uld nevét a földi klasszikus istenek után vette fel, különösen az ókori Egyiptomból, de nem a skandináv vagy az azték istenek után (akiknek személyazonosságait más idegen fajok használták). Nem ismert olyan goa’uld, amelyiknek ábrahámi vallásokból (például zsidó vallás, kereszténység, és iszlám) származna a neve, habár egy goa’uldot (Sokar) sátánnak tartotta a középkori keresztények egy csoportja.
A goa’uld annyira egomániás, hogy fajuk nevét is a saját nyelvükből származó az Istenek gyermekei-t vagy egyszerűen isten kifejezésből szedték. Az még mindig vitatott, hogy a goa’uldok saját egyedi nevüket olyanok után vették fel, akikben ez emberek hittek, vagy az egyiptomi, kínai, japán, hindu, Mezopotámiai, görög-római, és más ókori mitológiák a goa’uld Földön való egykori uralmából származnak.
A legerősebb goa’uldokat rendszeruraknak hívják. Számos bolygót vezetnek, nagy Jaffa-seregeket irányítanak, és erős űrhajók flottáit birtokolják, melyek piramisokra hasonlítanak. A fontosabb goa’uld rendszerurak Apófisz, Ba’al, Hórusz, Kronosz, Nirrti és Yu. Ozirisz és Anubisz korábbi rendszerurak. Sok közülük a sorozat folyamán hal meg. A legerősebb rendszerúr Ré volt – míg a Tau’ri meg nem ölte az 1994-es Csillagkapu filmben.
A goa’uldok képesek emlékeiket átadni utódjaik számára a genetikus memória segítségével. Ez akkor is megtörténhet, ha két gazdatest összeáll, és utódjuk lesz; a keletkező gyermek biológiailag ember, de rendelkezik a goa’uld összes tudásával. Az ilyen gyereket harsesisnek hívják. A goa’uld undorítónak tarja őket, és mivel veszélyesek a hegemóniára nézve, nemzésük tiltott. A genetikus memória a goa’uldok hatalomvágyának és kegyetlenségének a fő oka – lényegében gonosznak születnek.
A goa’uld által megszállt gazdatestek hangja lüktető, mély hangtónusú, kivéve, mikor engedik a gazdatestet szabadon beszélni, vagy utánozzák a normális embert – egy goa’uld azt állította, hogy a hang nem számít, és képesek normál hangon is beszélgetni, a más hangot egyszerűen a gazdatest és a szimbióta megkülönböztetésére használják (ahogy azt a tok’ra teszi) vagy hogy megijesszék a rabszolgát. A goa’uld heves indulata esetén vagy a test feletti uralom átvételekor a gazdatest szeme fényesen világít. A goa’uld megnövelt erőt és figyelemre méltó gyógyító képességet ad a gazdatestnek; a test még azután is képes működni, miután a szervei sérülnek, ami cselekvésképtelenné tenne vagy meg is ölné a legtöbb embert (habár a létfontosságú szervek elpusztulása számukra is halált okoz) és évszázadokig képes élni (ezt a rendszerurak gyakran végtelenségig nyújtják a szarkofág használatával). A gazdatestté válás élő pokol a személyek számára és azok a gazdatestek, melyek hosszabb ideig a goa’uld irányítása alatt vannak, általában megőrülnek. A Csillagkapu sorozatban a megölt goa’uldok már hosszú ideje a gazdatestben voltak, ezért ők is vele együtt haltak meg. A gazdatestek halála ezekben az esetekben számukra kegyelemnek számít. Ha egy goa’uldot erőszakkal akarnak eltávolítani a gazdatestből, halálos mérget küldhet annak vérkeringésébe, megölve szerencsétlen egyént. Mindazonáltal a tollanok és a tok’rák feltaláltak egy sebészeti eljárást a parazita eltávolítására, minimális kockázattal mindkét fél számára. Hermiod Asgard technikus nemrég fedezte fel a goa’uld eltávolítását a sugárzó technológia segítségével (Critical Mass).
A goa’uldok technológiai értelemben is paraziták. Míg számos faj a galaxisban, mint az asgardok és az Ősök saját technológiát fejlesztettek ki az évezredek alatt, a goa’uld jelenlegi technológiai szintjét más fajoktól való technikák ellopásával, és sajátjukba való átépítésével érte el. Az ismeretlen, hogy van-e technológiájukban bármilyen dolog, amit saját maguk fejlesztettek ki. Van néhány kivétel, mivel a goa’uldoknak vannak felfedezőik és technikusaik, akik továbbfejlesztettek néhány korábbi technológiát (például az álcázás kiterjesztése egy egész Ha’tak anyahajóra) Maguk a csillagkapuk a legjobb példák erre: míg eredetileg az Ősök építették őket, a goa’uld olyan sok csillagkaput irányított hosszú ideig, hogy sokat az ő találmányuknak hiszik. Ez a koholmány csak egy másik azon állítások közül, melyek segítenek megerősíteni a goa’uld isteni mivoltukat azoknál, akiket irányítanak.
Mivel a Goa'uld nem tölt időt új technológiák kifejlesztésére, csak fejleszti a meglévőket, és rabszolgáikat is távoltartják a terjeszkedéstől és az újítástól, társadalmuk nem változott jelentős mértékben mióta megtalálták a Tau'rit.

## Technológia
A goa’uld technológia más fajok felfedezéseinek gyűjteménye, szinte teljes egészében (vagy nagy százalékban), így vagy úgy a naqahdah-n alapul, azon az anyagon, melyből a csillagkapuk is készültek. Ez az anyag a goa’uldok ereiben is folyik, és ezt használják technológiájuk kulcsaként, hasonlóan az ATA génhez. Megjegyzendő, hogy a goa’uldok eszközei főleg harci természetűek, tükrözve a faj hatalomvágyó természetét.